# 印度机场管理局
印度机场管理局（縮寫AAI）是印度民航部之下负责管理民航地面基础设施的政府部门。 包括空中交通管制、125座机场，其中11座国际机场、8座海关机场, 81座国内机场、25座军民合用机场、旅客地面安检等。 

## 历史
前身是1972年成立的印度国际机场管理局（International Airports Authority of India, IAAI）与1986年成立的负责国内机场的全国机场管理局（National Airports Authority, NAA）。二者于1995年4月合并。  